# 열녀전
열녀전(列女傳)은 중국 전한 시기의 사람인 유향이 편찬한 책으로, 여성의 활약한 기록을 모아서 엮은 역사서. 여성의 모범이 될만한 인물에 대하여 담고있어서, 여성에게 가르치는 훈육서의 성격이 강하다. 유향의 원저서는 7편으로 구성, 후에 본문 7편을 상편과 하편으로 나누어서 편집하고, 송(頌) 1권을 가미한 전 15권으로 구성되었고, 여학자 반소(班昭)의 주석이 더해진 유흠(劉歆)의 열녀전이 전해졌다. 현재 유통되는 통용본은 남송(南宋) 때 채기(蔡驥)라는 인물이 재편집하여 책에서, 원래의 열녀전 7권에 송(頌) 편을 나누어서 속열녀전(続列女傳) 8권으로 구성하였다. 그리고 다른 판본으로는 송나라 시절 사람인 방회가 7권으로 간추린 것도 있다.
한나라의 반소(班昭)와 마융(馬融), 오나라(吳) 사람 우위(虞韙)의 아내 조씨(趙氏), 진나라 기무수(綦毋邃)의 주석이 있었지만, 모두 흩어져 없어져 버렸다. 남아 있는 주석이 달린 열녀전 판본은 청나라의 왕조원(王照圓) 고열녀전보주(古列女傳補注), 고광기(顧廣圻)의 고열녀전고증(古列女傳考証), 양단(梁端)의 열녀전교주(列女傳校注)등이 있다.

## 책의 내용
- 모의전(母儀傳)
  - 유우이비(有虞二妃)
  - 기모강원(棄母姜嫄)
  - 설모간적(契母簡狄)
  - 계모도산(啟母塗山)
  - 탕비유신(湯妃有㜪)
  - 주실삼모(周室三母)
  - 위고정강(衛姑定姜)
  - 제녀부모(齊女傅母)
  - 노계경강(魯季敬姜)
  - 초자발모(楚子發母)
  - 추맹가모(鄒孟軻母)
  - 노지모사(魯之母師)
  - 위망자모(魏芒慈母)
  - 제전직모(齊田稷母)

- 현명전(賢明傳)
  - 주선강후(周宣姜后)
  - 제환위희(齊桓衛姬)
  - 진문제강(晉文齊姜)
  - 진목공희(秦穆公姬)
  - 초장번희(楚莊樊姬)
  - 주남지처(周南之妻)
  - 송포녀종(宋鮑女宗)
  - 진조최처(晉趙衰妻)
  - 도답자처(陶荅子妻)
  - 유하혜처(柳下惠妻)
  - 노검루처(魯黔婁妻)
  - 제상어처(齊相御妻)
  - 초접여처(楚接輿妻)
  - 초노래처(楚老萊妻)
  - 초오릉처(楚於陵妻)

- 인지전(仁智傳)
  - 밀강공모(密康公母)
  - 초무등만(楚武鄧曼)
  - 허목부인(許穆夫人)
  - 조희씨처(曹僖氏妻)
  - 손숙오모(孫叔敖母)
  - 진백종처(晉伯宗妻)
  - 위령부인(衛靈夫人)
  - 제령중자(齊靈仲子)
  - 노장손모(魯臧孫母)
  - 진양숙희(晉羊叔姬)
  - 진범씨모(晉范氏母)
  - 노공승사(魯公乘姒)
  - 노칠실녀(魯漆室女)
  - 위곡옥부(魏曲沃負)
  - 조장괄모(趙將括母)

- 정순전(貞順傳)
  - 소남신녀(召南申女)
  - 송공백희(宋恭伯姬)
  - 위과부인(衛寡夫人)
  - 채인지처(蔡人之妻)
  - 여장부인(黎莊夫人)
  - 제효맹희(齊孝孟姬)
  - 식군부인(息君夫人)
  - 제기량처(齊杞梁妻)
  - 초평백영(楚平伯嬴)
  - 초소정강(楚昭貞姜)
  - 초백정희(楚白貞姬)
  - 위종이순(衛宗二順)
  - 노과도처(魯寡陶妻)
  - 양과고행(梁寡高行)
  - 진과효부(陳寡孝婦)

- 절의전(節義傳)
  - 노효보의(魯孝保義)
  - 초성정무(楚成鄭瞀)
  - 진어회영(晉圉懷嬴)
  - 초소월희(楚昭越姬)
  - 개장지처(蓋將之妻)
  - 노의고자(魯義姑姊)
  - 대조부인(代趙夫人)
  - 제의계모(齊義繼母)
  - 노추결부(魯秋潔婦)
  - 주주충첩(周主忠妾)
  - 위절유모(魏節乳母)
  - 양절고자(梁節姑姊)
  - 주애이의(珠崖二義)
  - 합양우제(郃陽友娣)
  - 경사절녀(京師節女)

- 변통전(辯通傳)
  - 제관첩정(齊管妾婧)
  - 초강을모(楚江乙母)
  - 진궁공처(晉弓工妻)
  - 제상괴녀(齊傷槐女)
  - 초야변녀(楚野辨女)
  - 아곡처녀(阿谷處女)
  - 조진녀연(趙津女娟)
  - 조불힐모(趙佛肸母)
  - 제위우희(齊威虞姬)
  - 제종리춘(齊鍾離春)
  - 제숙류녀(齊宿瘤女)
  - 제고축녀(齊孤逐女)
  - 초처장질(楚處莊姪)
  - 제녀서오(齊女徐吾)
  - 제태창녀(齊太倉女)

- 얼폐전(孽嬖傳)
  - 하걸말희(夏桀妺喜)
  - 은주달기(殷紂妲己)
  - 주유포사(周幽褒姒)
  - 위선공강(衛宣公姜)
  - 노환문강(魯桓文姜)
  - 노장애강(魯莊哀姜)
  - 진헌여희(晉獻驪姬)
  - 노선목강(魯宣穆姜)
  - 진녀하희(陳女夏姬)
  - 제령성희(齊靈聲姬)
  - 제동곽강(齊東郭姜)
  - 위이란녀(衛二亂女)
  - 조령오녀(趙靈吳女)
  - 초고리후(楚考李后)
  - 조도창후(趙悼倡后)

- 속열녀전(續列女傳)
  - 주교부인(周郊婦人)
  - 진국변녀(陳國辯女)
  - 왕손씨모(王孫氏母)
  - 왕릉지모(王陵之母)
  - 장탕지모(張湯之母)
  - 준불의모(雋不疑母)
  - 한양부인(漢楊夫人)
  - 한곽부인(漢霍夫人)
  - 엄연년모(嚴延年母)
  - 한풍소의(漢馮昭儀)
  - 왕장처녀(王章妻女)
  - 반녀첩여(班女婕妤)
  - 조비연자제(趙飛燕姊娣)
  - 효평왕후(孝平王后)
  - 경시부인(更始夫人)
  - 양홍지처(梁鴻之妻)
  - 명덕마후(明德馬后)
  - 양부인예(梁夫人嫕)

## 같이 보기
- 역사학